# 聖佐治學校
聖佐治學校（英語：St George's School, Hong Kong）為香港一所已停辦的駐港英軍子女中學，位於九龍塘，鄰近九龍東軍營及九龍塘站。

## 歷史
為解決駐港英軍子女的教育需求，英國國防部於1955年設立聖佐治學校，提供英國學制下的中一至中七課程，並分為四個社別。
因應香港主權移交，此校地權於1994年連同部分軍營，通過《中英軍事用地協議》交回香港政府。其後，由於學生數目隨駐港英軍裁減而下跌，此校社別於1995年由四個減至三個。
至1996年7月12日，此校舉行結業禮暨降旗儀式，標誌英軍在港的教育服務正式終止:248。

## 校舍
此校位於九龍塘羅福道、多福道、沙福道及窩打老道交界，前為「棉登軍營」，設有多座平房式校舍建築物，另設兩個操場及禮堂。校舍鄰近時稱「奧士本軍營」的九龍東軍營，並與該處由一條行人天橋連接。
隨著此校於1996年停辦，校舍亦隨即丟空，期間曾為香港澳洲國際學校的臨時校舍。
至1999年尾，校園東部率先重建成兩間小學及香港澳洲國際學校重置校舍，並新建貫穿舊校園的添福道。而僅餘的建築物亦於2001年拆卸，現為耀中國際學校中學部及九龍塘教育服務中心。

## 歷任校長
- 斯密特曼先生（約1960年代初）[10]
- 麥化倫先生（1964年1月-8月）[11]
- 馬基德先生（Martin Cater，？-1996年，末任校長）

## 軼事
- 於1973年2月25日舉行的「公益金百萬行」，即以此校的操場作為起步點，並邀得時任駐港英軍總司令韋達中將主禮[12]。

## 註解
1. ↑  1995年被併入Osbourne社
2. ↑  即嘉諾撒聖家學校（九龍塘）及九龍塘官立小學

## 外部連結
- 聖佐治學校校友會網頁 （页面存档备份，存于）